# Abbasanta
Abbasanta (Latin: Ad Medias) là một đô thị ở tỉnh Oristano, Sardinia (Italia), nằm ở trên tuyến đường chính giữa Macomer và Oristano. Đô thị này nằm ở độ cao 313 m trên mực nước biển, có diện tích 39,85 km², và dân số năm 2006 là 2.888 người.